# Пик Большой Хаптон
Пик Большо́й Хапто́н (бур. Ехэ Хоптон хада) — наиболее высокая вершина в Баунтовской котловине. У северо-восточного подножья горы расположены озеро Баунт и посёлок Курорт Баунт.
По некоторым геодезическим данным высота пика 2382 м, по другим 2284 м. Высота 2284 м представлена на карте генерального штаба 1984 года.
Долины рек:
- С севера: Верхняя Ципа
- С запада: Песчаный
- С востока: Кинавка
- С юга: Демьяда